# 동남구
동남구(東南區)는 대한민국 충청남도 천안시 동남부에 있는 구이다. 구청은 문화동에 있으며 별관은  대흥동에
위치하고있다, 예전 천안시청(동남구청)사는 현재철거되어 2020년 3월에 신축완공하였다
서북쪽으로 천안시 서북구와 인접하고 있다. 원도심 지역으로 천안역, 전통시장이 위치한 천안의 중심이며, 재개발, 재건축 사업이 활발하게 진행되는 신개발 지역으로 부상하고 있다. 독립기념관, 삼거리공원, 천안박물관, 종합휴양관광단지 등 관광 인프라를 보유하고 있으며, 병천 오이, 수신 메론, 광덕 호두, 풍세 버섯 등 특산품 단지를 육성하고 있다.

## 역사
- 2008년 6월 23일 : 국회의원 선거구 천안시 갑구에 해당하는 지역을 관할로 동남구가 신설되었다.[6]
- 2016년 12월 12일 : 구청사 신축을 위해  대흥동 우체국 임시청사로 이전하였다.
- 2020년 3월 23일 : 대흥동 우체국 임시청사에서 옛시청이자 구청이었던의 문화동으로 신축 이전하였다. 옛 구청에서  60m가량 동쪽으로 이동한 자리다.

## 행정 구역

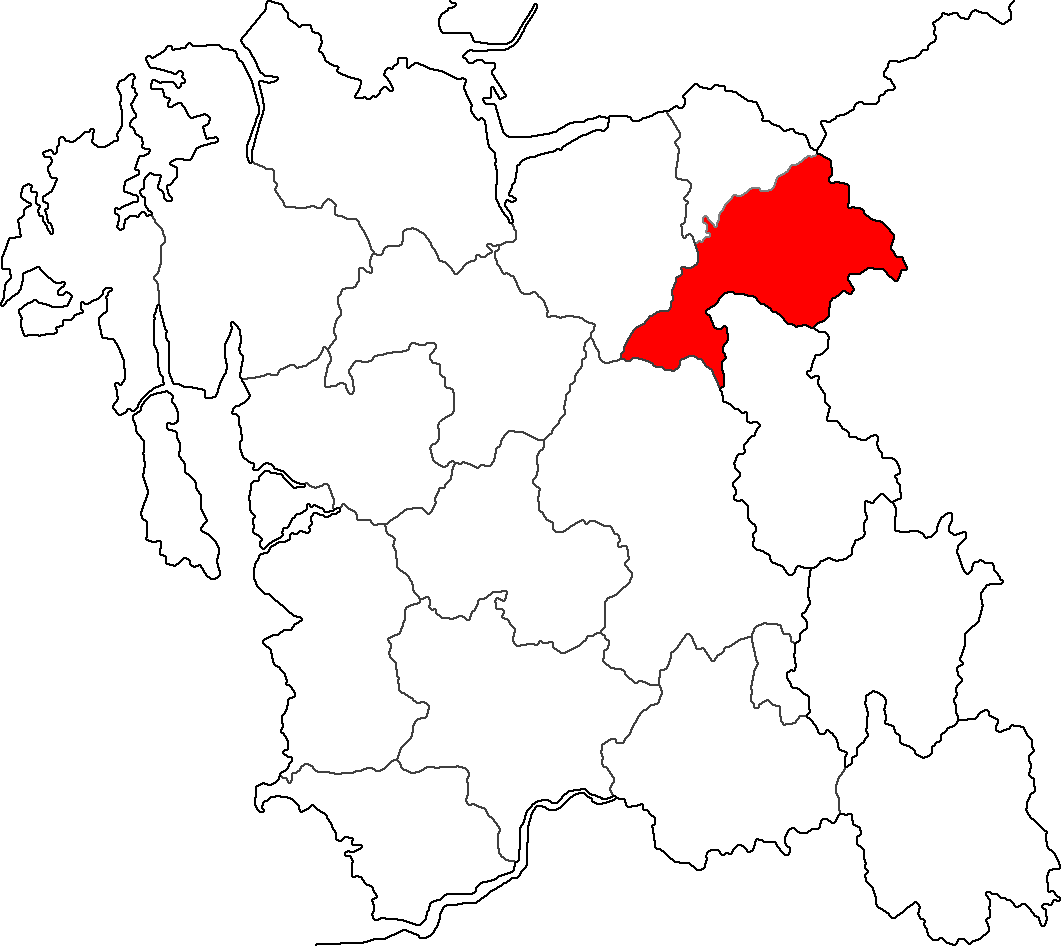

## 관광 및 기업체
- 독립기념관
- 국립중앙청소년수련원
- 삼거리공원
- 천안박물관
- 현대약품 천안공장
- 남양유업 천안공장

## 교육

### 초등학교
- 천안가온초등학교
- 천안광덕초등학교
- 천안구성초등학교
- 천안남산초등학교
- 천안도장초등학교
- 천안미라초등학교
- 천안미죽초등학교
- 천안보산원초등학교
- 천안봉명초등학교
- 천안봉서초등학교
- 천안부영초등학교
- 천안삼거리초등학교
- 천안새샘초등학교
- 천안신계초등학교
- 천안신부초등학교
- 천안신안초등학교
- 천안신용초등학교
- 천안신촌초등학교
- 천안신흥초등학교
- 천안용곡초등학교
- 천안용정초등학교
- 천안일봉초등학교
- 천안중앙초등학교
- 천안청당초등학교
- 천안청룡초등학교
- 천안청수초등학교
- 천안풍세초등학교

### 중학교
- 광풍중학교
- 계광중학교
- 목천중학교
- 복자여자중학교
- 천남중학교
- 천성중학교
- 천안가온중학교
- 천안동중학교
- 천안봉서중학교
- 천안신방중학교
- 천안서여자중학교
- 천안용곡중학교
- 천안북중학교
- 천안중학교
- 천안새샘중학교

### 고등학교
- 북일고등학교
- 복자여자고등학교
- 천안고등학교
- 천안상업고등학교
- 천안공업고등학교
- 천안목천고등학교
- 천안여자고등학교
- 천안여자상업고등학교
- 천안제일고등학교
- 천안중앙고등학교
- 천안청수고등학교

### 대학교
- 단국대학교 천안캠퍼스
- 백석대학교
- 백석문화대학
- 상명대학교 천안캠퍼스
- 선문대학교 천안캠퍼스
- 성민대학교
- 순천향대학교 천안캠퍼스
- 한국기술교육대학교
- 호서대학교 천안캠퍼스
- 국제뇌교육종합대학원대학교